# Quatre Zéros
Série
Trois Zéros
(2002)
Pour plus de détails, voir Fiche technique et Distribution.
Quatre Zéros (également typographié 4 Zéros) est un film français réalisé par Fabien Onteniente et sorti en 2024. Il s'agit de la suite de Trois Zéros, du même réalisateur, sorti en 2002.

## Synopsis
Sylvie, la sœur d'Alain Colonna, est désormais avec José Pinto, restaurateur à Pontault-Combault en Seine-et-Marne propriétaire du Churrasco, un restaurant portugais qui ne rencontre plus de succès. Manu, leur fils trentenaire, veut devenir agent de joueurs de football.
Un jour, lors d'un défi de la lucarne, Manu découvre le jeune Kidane, originaire des Comores, qui tisse la toile de nombreux agents dont DZ, l’agent redouté. Les Pinto voient alors la possibilité de résoudre leurs problèmes d'argent. Sylvie contacte son frère qui est parti à la retraite à Tahiti. Dans une époque bien différente, la nôtre (2024), Alain les aide à faire signer Kidane au stade de Reims puis dans le club dont il rêve, le Paris Saint-Germain,.

## Fiche technique
Sauf indication contraire, les informations mentionnées dans cette section peuvent être confirmées par les bases de données cinématographiques IMDb et Allociné,  présentes dans la section « Liens externes ».
- Titre original : Quatre Zéros
- Réalisation : Fabien Onteniente
- Scénario : Fabien Onteniente et Antonin Fourlon
- Musique : Jean-Yves D'Angelo
  - Musiques additionnelles : Mosey, Kim N'Guyen et Stomy Bugsy
- Décors : Benoît Cisilkiewick
- Costumes : Sabrina Riccardi
- Photographie : Vincent Richard
- Montage : Stéphane Pereira
- Production : Olivier Delbosc
  - Production déléguée : Christine De Jekel
- Société de production : Curiosa Films
- Société de distribution : SND (France)
- Pays de production :  France
- Langue originale : français
- Format : couleur
- Genre : comédie, sport
- Date de sortie[3] :
  - France : 23 octobre 2024[4]

## Distribution
Sauf indication contraire, les informations mentionnées dans cette section peuvent être confirmées par les bases de données cinématographiques IMDb et Allociné,  présentes dans la section « Liens externes ».
- Gérard Lanvin : Alain Colonna
- Isabelle Nanty : Sylvie Colonna
- Didier Bourdon : José Pinto / « Salvador Couécou, homme d’affaires de Football »
- Kaaris : DZ
- Paul Deby : Manu
- Mamadou Haïdara : Kidane
- Stomy Bugsy : Michaël Sylvain
- Tamara Marthe : Sarah Marbello, la fille de Oscar Marbello
- Ayoub Marceau : Ayoub un joueur de Manchester United et client de DZ
- Sneazzy : l’homme de main de DZ
- Mohamed Henni : Serge le mytho
- Djimo : Ami de Serge
- Lionel Rosso : Maître Jangui
- Arriles Amrani : un employé de DZ
- Fatsah Bouyahmed : le père de Younès, un joueur
- Souad Amidou : La mère de Younès, un joueur
- Éric Blanc : entraîneur de l’équipe de foot féminine de Sylvie
- Fabien Onteniente : un client du restaurant de José

Et dans leurs propres rôles
- Rolland Courbis
- Guy Roux
- Raí
- Paul Pogba
- Presnel Kimpembe
- Bradley Barcola
- Warren Zaïre-Emery
- Marquinhos
- Bertrand Latour
- Karl Olive
- Jean-Claude Darmon
- Jean-Pierre Papin
- France Pierron
- Ludovic Obraniak
- Dave Appadoo
- Pierre Bouby
- Grégory Ascher
- Giovanni Castaldi
- Saber Desfarges

## Production

### Genèse et développement
En mai 2022, Fabien Onteniente annonce travailler une suite de Trois Zéros. L'agent de Karim Benzema, Karim Djaziri, lui aurait demandé d'écrire un rôle pour le joueur. Il est alors annoncé que le scénario sera écrit par Laurent Jaoui et par Paul de Saint Sernin. Fabien Onteniente déclare alors :

« Cette suite se déroulera plutôt dans les cités. Il y aura l’ancien monde du football, représenté par Didier Bourdon et Gérard Lanvin notamment, et ce nouveau monde que connaît bien Karim Djaziri. C’est le sens de mon film avec des musiques de DJ Snake et de Nekfeu. Je crois sincèrement qu’il faut faire une comédie populaire, spectaculaire, et un peu saillante. »

Il est annoncé en avril 2024 que le scénario est finalement écrit par le réalisateur et par Antonin Fourlon.

### Attribution des rôles
Dès l'annonce du projet en mars 2024, Raí et Karim Benzema sont annoncés, tout comme Didier Bourdon. Le retour de Gérard Lanvin est également acté. En février 2024, le retour d'Isabelle Nanty est confirmé ainsi que la présence de Tamara Marthe (Shy'm), Kaaris, Paul Deby et Mamadou Haïdara. La présence de plusieurs personnalités du football est également révélée : Rolland Courbis, Didier Drogba, David Ginola, Guy Roux, Presnel Kimpembe, Fabrice Abriel ainsi que celle de l'humoriste Djimo.
En mai 2024, il est precisé que Paul Pogba incarnera un éducateur de jeunes footballeurs.

### Tournage
Le tournage débute en février 2024 au Parc des Princes lors d'un match de Ligue 1 entre le Paris Saint-Germain et le Stade rennais,. Il se déroule également à Poissy dans les Yvelines en mars 2024. En avril 2024, l'équipe tourne notamment à Grisy-les-Plâtres dans le Val-d'Oise ainsi qu'à Reims (centre d’entraînement du Stade de Reims et stade Auguste-Delaune),. En mai 2024, des scènes sont tournées à Rueil-Malmaison dans les Hauts-de-Seine.

## Sortie et accueil
Sorti dans 406 salles de cinéma, Quatre Zéros prend la sixième place du box-office français la semaine de sa sortie avec 202 962 entrées, soit une moyenne de 500 entrées par copies, un résultat en deçà du démarrage de Trois Zéros, qui avait démarré à 509 201 entrées la semaine de sa sortie fin avril 2002, tout en occupant la première place du box-office.
Le film peine à maintenir sa fréquentation avec une baisse de 50% la semaine suivante avec 101 107 entrées, portant le total à 304 069 entrées,, puis près de 56% en troisième semaine avec 44 633 entrées supplémentaires, pour un cumul de 348 702 entrées, alors qu'il a obtenu trente-cinq salles de plus,. Resté six semaines en salles, Quatre Zéros totalise 361 492 entrées,, ce qui est un échec commercial au vu de son budget de plus de 10 millions € et une rentabilité de 23%,, alors que Trois Zéros avait fini sa carrière avec près de 1,3 million d'entrées.